# Army of Lovers
Army of Lovers är en svensk eurodancegrupp som bildades i Stockholm i augusti 1987 av den före detta dragshowartisten och musikern Alexander Bard, fotomodellen Camilla Henemark (La Camilla) och frisören Jean-Pierre Barda. Glitter, glamour och exotism blev redan tidigt viktiga ingredienser i gruppens framtoning.
Army Of Lovers spelade på leksaksinstrument och gjorde ingen hemlighet av att de mimade till andras röster både på scen och i videor. I kören som sjunger på riktigt i ”Crucified” hörs bland andra popstjärnan Jean-Paul Wall och The Real Groups Katarina Wilczewski.

## Historik

### Medlemmar
Den ursprungliga trion hade strålat samman redan i mitten av 1980-talet då Bard framträdde på klubbar och diskotek som discotransvestiten Barbie. Barda och Henemark (under artistnamnen Farouk och Katanga) agerade körsångare och dansare. Senare bildade de tillsammans Army Of Lovers.

### Genombrott
Gruppen fick sitt genombrott då de uppträdde på den engelska trendtidningen i-D:s fest på klubb Melody i Stockholm 1988; gruppens frontfigur La Camilla fotograferades för tidningens omslag i november samma år. 
Gruppen singeldebuterade med When the Night is Cold 1988, men slog igenom på allvar med Ride the Bullet 1990. De fick även en Grammis för 1990 års bästa musikvideo genom videon till My Army of Lovers. Med hits som Crucified och Obsession, som ingick på gruppens andra album Massive Luxury Overdose ökade deras popularitet och skaran av fans växte i hela Europa, särskilt i Tyskland och i Östeuropa. Gruppen fick även ett förmånligt skivkontrakt med det amerikanska skivbolaget Giant.  

### Medlemsbyten
Efter ett internt gräl på hösten 1991 lämnade La Camilla sin plats som drottning i gruppen och ersattes snabbt av Michaela Dornonville de la Cour, som hade ett förflutet som lärarinna och fotomodell. Under 1992 ägde en Sverigeturné rum och gruppen utökades även med polskfödda Dominika Peczynski.
1995 hoppade Michaela av projektet och La Camilla återtog sin plats i gruppen. Med hennes återtåg släpptes även samlingsalbumet Les Greatest Hits som föregicks av hiten Give My Life. I september 1996 meddelade dock gruppmedlemmarna att Army of Lovers splittrats för gott och att de fyra artisterna skulle ägna sig åt nya karriärer inom musik och TV.

### Kontroverser
Gruppen skapade ständigt rubriker genom sin frispråkighet och sin liberala syn på exempelvis sex och droger. Flera medlemmar i gruppen är av judisk härkomst, och de valde att stundtals göra lekfulla men provokativa anspelningar på judendomen. Exempelvis provocerade Peczynski genom att upprepade gånger visa den davidsstjärna hon tatuerat på ena skinkan. Hon har själv kallat detta för "jävligt koscher", vilket står i skarp kontrast till Torah ("Ni ska inte rista in några märken i er hud eller tatuera er. Jag är Herren.", 3 Mosebok 19:28). 1993 bannlystes musikvideon till radiohiten "Israelism" av MTV på grund av sina judiska anspelningar; man var rädd för att provokationen skulle bli alltför stor. Ironiskt nog hamnade singeln högst upp på den israeliska topplistan (enligt uppgift från gruppen själva).
Army of Lovers kom att stå lika mycket för såväl skandaler, utspel och provokationer som för glädje, sexuell frihet och glamour under den första hälften av 1990-talet. Frågan om gruppen var "seriösa" eller ett "medieexperiment" diskuteras fortfarande. De har ibland betraktats som Sveriges första ironiska popgrupp, och det är kanske för denna kvalitet som kritiker stundtals uttalar sig positivt om gruppen.

## Återföreningar
2001 återförenades gruppen i den konstellation den haft när den splittrades med Bard, Barda, La Camilla och Dominika. Gruppen firade då tioårsjubileet av rekordförsäljningen av skivor i Tyskland 1991. De släppte ett samlingsalbum kallat Le Grand Docu-Soap vilket förutom merparten av deras singlar även innehöll tre nya låtar. Från skivan släpptes två singlar. Det sista officiella svenska framträdandet gjorde gruppen på Pride-festivalen i Stockholm i augusti 2001.
Hösten 2005 kom, efter åratal av förseningar, videosamlingen Hurrah Hurrah Apocalypse ut på DVD, och åren därikring återförenades Bard, Barda och Dominika enstaka gånger för några få spelningar, bland annat i Storbritannien 2007.
I november 2012 meddelades att originalkonstellationen av Army of Lovers, med Bard, Barda och La Camilla, återförenades för att tävla i Melodifestivalen 2013 med låten Rockin' the Ride. Alexander Bard sade vid presskonferensen i Stockholm samma månad att Rockin' the Ride är som om man tar Swedish House Mafia och Gangnam Style "och kör dem i en tvättmaskin med ett ton crack". Vid Melodifestivalens fjärde deltävling i Malmö 23 februari 2013 slutade bidraget på sjätte plats och blev utslaget ur tävlingen. Veckan efter deltävlingen sparkades La Camilla från bandet i ett öppet brev från bandmedlemmarna Alexander Bard, Jean-Pierre Barda, Dominika Pescynski och deras stylist Camilla Thulin. Dominika Pescynski ersatte henne som bandmedlem.
Den efterföljande samlingsskivan Big Battle of Egos som släpptes våren 2013 hade dock La Camilla på omslagsfotot och hennes stämma förekommer på de nya låtar som ingår på skivan. Totalt fyra nya låtar finns med på samlingsskivan; Rockin' the Ride, Crashing Down, Tragedy och den påföljande singeln Signed on My Tatoo, en duett med Bards parallella grupp Gravitonas. 
Rockin' the Ride testades på Svensktoppen den 3 mars samma år men kom inte in på listan. På singeln och på samlingsalbumet hör man La Camillas röst i sticket, men när låten släpptes på gruppens EP-skiva Scandinavian Crime EP hade Dominika spelat in ett nytt stick. Låten förekommer således i två officiellt utgivna versioner.   

### Återkomst 2023
Under hösten 2023 återförenades Army Of Lovers (Alexander Bard, Dominika Peczynski och Jean-Pierre Barda) och släppte det senaste albumet Sexodus.  
Singlarna är i ordning: 
- Love is Blue (featuring Olya Polakova)
- Sexodus
- Romanism
- Bring Your Love
- What's That Look? (featuring Tamer Wilde)
- Israelism 2023
- Clash Of The Titans (vilket är en "cover" på deras låt Carry My Urn To Ukraine).

Mer information om det nya skivsläppet finns det att läsa på deras officiella Facebook konto   samt en artikel i Aftonbladet. 

## Diskografi

### Album
- Disco Extravaganza (1990)
- Massive Luxury Overdose (1991)
- The Gods of Earth And Heaven (1993)
- Glory Glamour And Gold (1994)
- Les Greatest Hits (samlingsalbum, 1995)
- Master Series 88–96 (samlingsalbum, 1997)
- Le Grand Docu-Soap (2 cd-samlingsalbum, 2001)
- 14 Klassiker (samlingsalbum, 2003)
- Big Battle Of Egos (samlingsalbum, 2013)
- Sexodus (2023)

### Singlar
| År   | Titel                                               | Listplacering | Listplacering | Listplacering | Listplacering | Listplacering | Listplacering | Listplacering | Listplacering | Album                                        |
| År   | Titel                                               | SVE           | FIN           | TYS           | ÖST           | SCH           | FRA           | UK            | USA           | Album                                        |
| ---- | --------------------------------------------------- | ------------- | ------------- | ------------- | ------------- | ------------- | ------------- | ------------- | ------------- | -------------------------------------------- |
| 1987 | When the Night is Cold                              | —             | —             | —             | —             | —             | —             | —             | —             | Icke-album singel                            |
| 1988 | Love Me Like a Loaded Gun                           | —             | —             | —             | —             | —             | —             | —             | —             | Disco Extravaganza                           |
| 1989 | Baby's Got a Neutron Bomb                           | —             | —             | —             | —             | —             | —             | —             | —             | Disco Extravaganza                           |
| 1990 | Ride the Bullet (1990)                              | —             | —             | —             | —             | —             | —             | —             | —             | Disco Extravaganza                           |
| 1990 | My Army of Lovers                                   | —             | —             | —             | —             | —             | —             | —             | —             | Disco Extravaganza                           |
| 1990 | Supernatural                                        | —             | —             | —             | —             | —             | —             | —             | —             | Disco Extravaganza                           |
| 1991 | Crucified (1991)                                    | 8             | —             | 5             | 3             | 6             | 22            | 47            | —             | Massive Luxury Overdose                      |
| 1991 | Obsession (1991)                                    | 2             | 9             | 7             | 7             | 7             | 24            | 67            | -             | Massive Luxury Overdose                      |
| 1991 | Candyman Messiah                                    | 22            | 20            | —             | —             | —             | —             | 128           | —             | Massive Luxury Overdose                      |
| 1992 | Ride the Bullet (1992)                              | 32            | 6             | 22            | 4             | 40            | —             | 67            | —             | Massive Luxury Overdose                      |
| 1992 | Crucified (1992)                                    | —             | —             | —             | —             | —             | —             | 31            | 6             | Massive Luxury Overdose                      |
| 1992 | Judgement Day                                       | —             | —             | 85            | —             | —             | —             | 160           | —             | Massive Luxury Overdose                      |
| 1992 | Obsession (1992)                                    | —             | —             | —             | —             | —             | —             | —             | 11            | Massive Luxury Overdose                      |
| 1993 | Israelism                                           | 10            | 5             | 35            | —             | 36            | —             | 185           | —             | The Gods of Earth and Heaven                 |
| 1993 | La Plage de Saint Tropez                            | —             | —             | 86            | —             | —             | 1             | 112           | —             | The Gods of Earth and Heaven                 |
| 1993 | I Am                                                | —             | —             | —             | —             | —             | 10            | 148           | —             | The Gods of Earth and Heaven                 |
| 1994 | Lit de Parade                                       | 13            | 12            | 85            | —             | —             | 5             | 141           | —             | Glory, Glamour and Gold                      |
| 1994 | Sexual Revolution                                   | —             | 15            | —             | —             | —             | 7             | 152           | —             | Glory, Glamour and Gold                      |
| 1995 | Life Is Fantastic                                   | —             | —             | —             | —             | —             | 46            | —             | —             | Glory, Glamour and Gold                      |
| 1995 | Give My Life                                        | 6             | —             | —             | —             | —             | 3             | 122           | —             | Les Greatest Hits                            |
| 1996 | Venus and Mars/Megamix                              | 30            | —             | —             | —             | —             | 44            | —             | —             | Les Greatest Hits                            |
| 1996 | King Midas                                          | 31            | —             | —             | —             | —             | 18            | —             | —             | Les Greatest Hits                            |
| 2001 | Let the Sunshine In                                 | 24            | —             | —             | —             | —             | 52            | —             | —             | Le Grand Docu-Soap                           |
| 2001 | Hands Up                                            | 44            | —             | —             | —             | —             | 33            | —             | —             | Le Grand Docu-Soap                           |
| 2013 | Rockin' the Ride                                    | 50            | —             | —             | —             | —             | —             | —             | —             | Big Battle of Egos and Scandinavian Crime EP |
| 2013 | Signed on My Tattoo (feat. Gravitonas)              | —             | —             | —             | —             | —             | —             | —             | —             | Big Battle of Egos and Scandinavian Crime EP |
| 2013 | Crucified 2013                                      | —             | —             | —             | —             | —             | —             | —             | 18            | Icke-album singel                            |
| 2014 | People Are Lonely (Gravitonas feat. Army of Lovers) | —             | —             | —             | —             | —             | —             | —             | 49            | Garden of Men and Machines EP                |